# Wydział Mechatroniki i Elektrotechniki Politechniki Morskiej w Szczecinie
Wydział Mechatroniki i Elektrotechniki Politechniki Morskiej w Szczecinie – jeden z pięciu wydziałów Politechniki Morskiej w Szczecinie. Został utworzony 1 października 2019 w miejscu byłej Akademii Morskiej w Szczecinie, z przekształcenia dotychczasowego Instytutu Elektrotechniki i Automatyki Okrętowej AM. Siedziba mieści się przy ul. Willowej 2.

## Kierunki studiów
- mechatronika
- automatyka i robotyka

## Zadania
Zadaniem Wydziału jest kształcenie inżynierów specjalistów w dziedzinie mechatroniki i elektrotechniki do pracy na statkach morskich, jak również w rozmaitych firmach produkcyjnych i serwisowych branży elektrycznej, elektryczno-automatycznej i elektryczno-mechanicznej. W ramach prowadzonych prac badawczo-naukowych pracownicy i studenci obu Katedr Wydziału – Katedry Elektrotechniki i Energoelektroniki i Katedry Automatyki Okrętowej – biorą udział w pracach badawczych związanych z wykorzystaniem nowoczesnych systemów energoelektronicznych w układach energetycznych statków i obiektów pływających.

## Władze
- Dziekan; dr inż. of. elektroautomatyk okr. Maciej Kozak, prof. PM

- Prodziekan ds. Nauki; dr inż. of. elektroautomatyk okr. Dariusz Tarnapowicz, prof. PM

- Prodziekan ds. Kształcenia; dr inż. Mariusz Sosnowski

- Koordynator kierunku mechatronika; dr inż. Piotr Brożek

- Koordynator kierunku automatyka i robotyka; mgr inż. Paulina Mitan-Zalewska[1]